# Seifhennersdorf
Seifhennersdorf városNémetországban, azon belül Szászország tartományban. Lakosainak száma 3610 fő (2023. december 31.). Seifhennersdorf Rumburk, Varnsdorf, Leutersdorf és Ebersbach-Neugersdorf községekkel határos.

## Népesség
A település népességének változása:
| Lakosok száma | 3707 | 3676 | 3614 | 3628 | 3610 |
|               | 2017 | 2019 | 2021 | 2022 | 2023 |

### Híres szülöttei
- Gottfried Grünewald (um 1673–1739), énerkes
- Bernhard Neumann (1867–1953), vegyész
- Bruno Paul (1874–1968), építész, grafikus a Simplicissimus szecessziós folyóirat közismert rajzolója
- Anna Strohsahl (1885–1953), politikus
- Peter Mertens (* 1937), gazdaságinformatikus
- Volkmar Böhm (1938–2007), énerkes
- Wolfgang Häntsch (* 1951), színész
- Marie-Luise Lichtenthal (* 1959), díszlet- és jelmeztervező
- Rica Reinisch (* 1965), úszó

## Képek

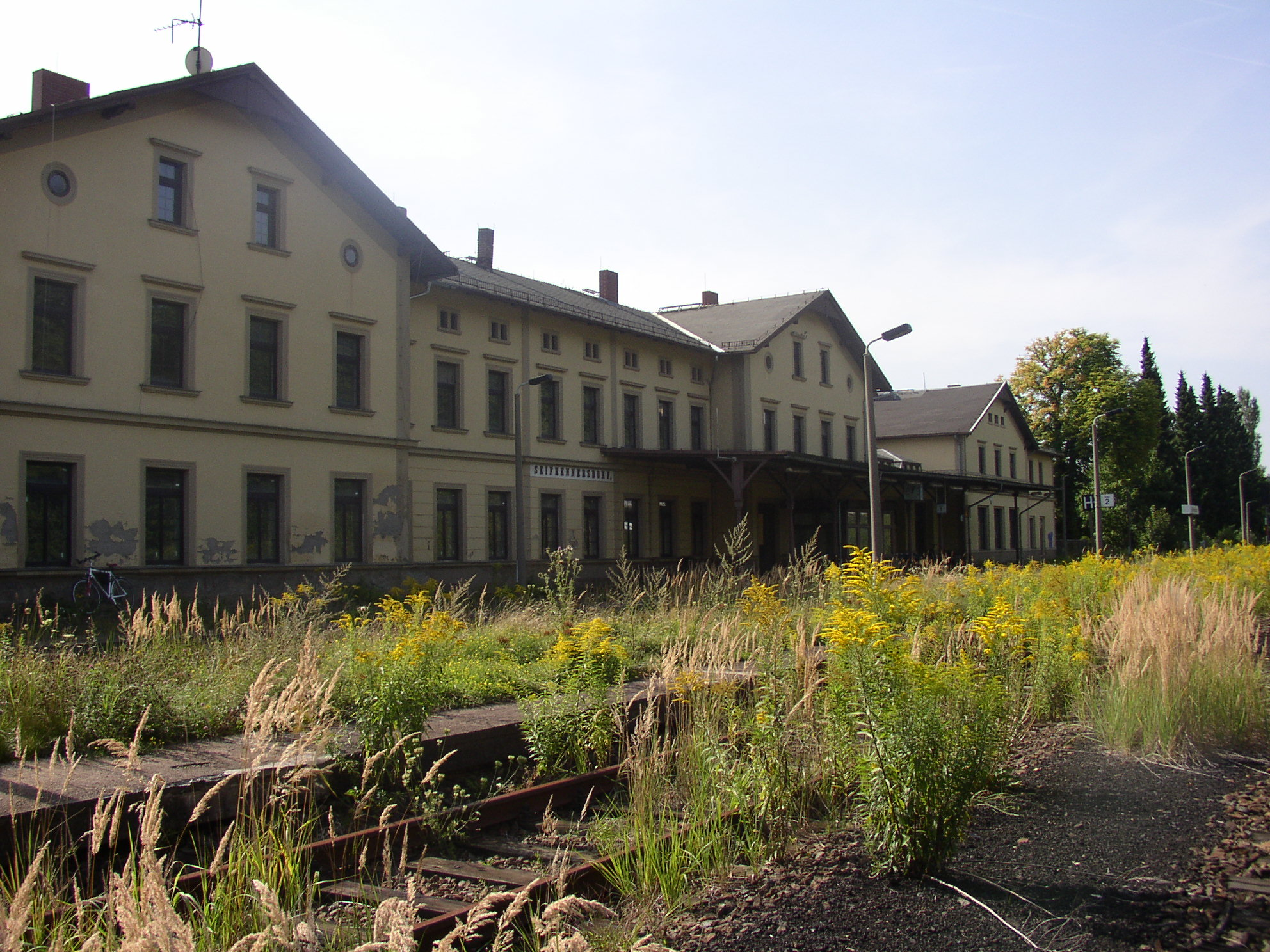
A régi állomásépület
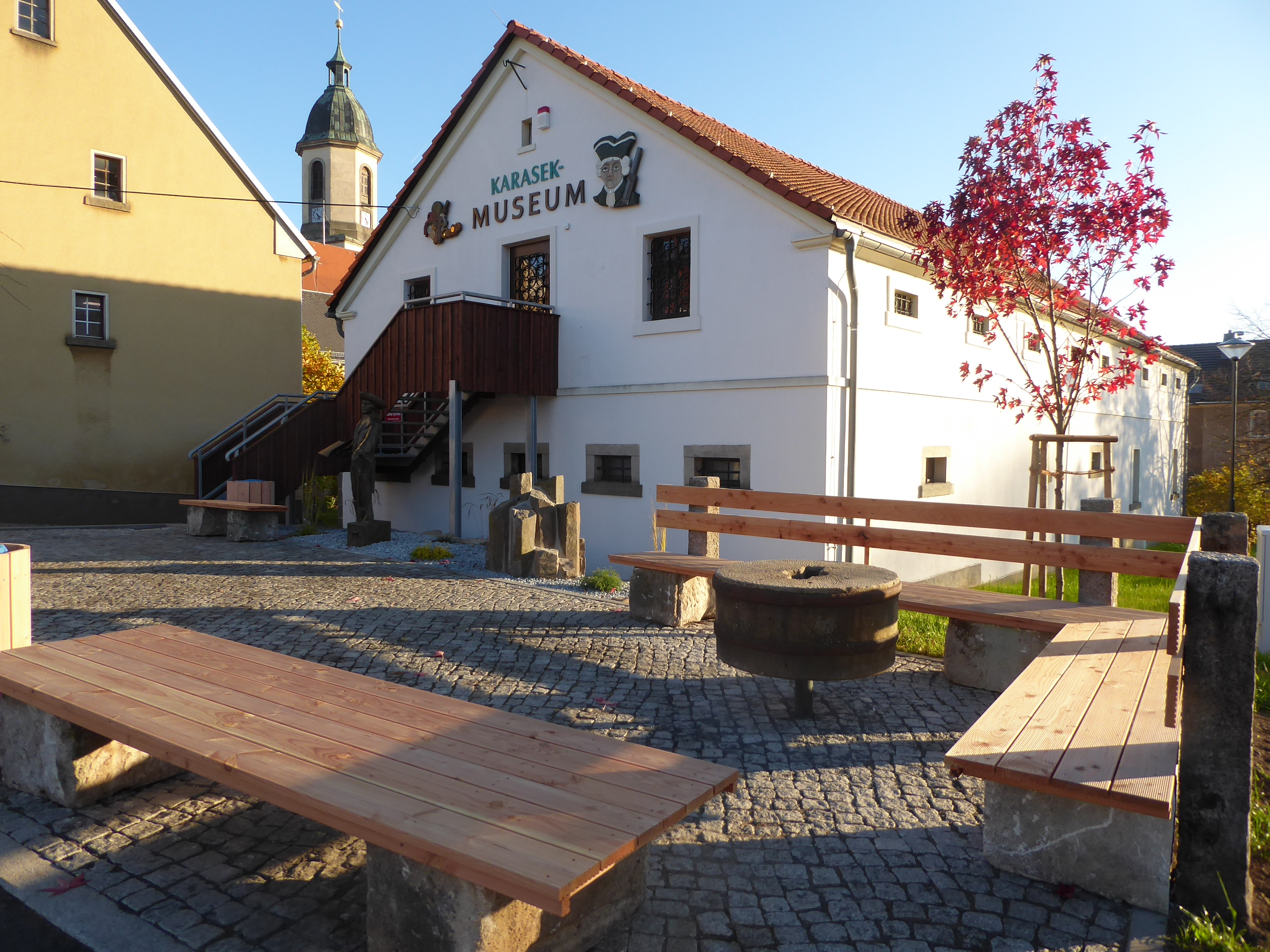
A Karasek-múzeum
C. Bechstein zongoragyár